# Charles Drouin
Paul Clément Charles Drouin (* 18. Januar 1890 in Le Mans; † 8. April 1974 ebenda) war ein französischer Autorennfahrer.

## Karriere
Charles Drouin war als Werksfahrer von Corre-La Licorne und Teampartner von Louis Balart in den 1920er-Jahren zweimal beim 24-Stunden-Rennen von Le Mans am Start. 1923 erreichte er mit seinem Teampartner den 25. Gesamtrang. 1924 fiel er aus.

## Statistik

### Le-Mans-Ergebnisse
| Jahr | Team                                    | Fahrzeug                        | Teamkollege  | Platzierung | Ausfallgrund |
| ---- | --------------------------------------- | ------------------------------- | ------------ | ----------- | ------------ |
| 1923 | Societe Française des Automobiles Corre | Corre La Licorne V14 8CV        | Louis Balart | Rang 25     |              |
| 1924 | Société Française des Automobiles Corre | Corre La Licorne V16 10CV Sport | Louis Balart | Ausfall     | Motorschaden |